# Аварійна посадка (фільм, 2005)
«Аварійна посадка» (англ. Crash Landing) — американо-канадський бойовик 2005 року.

## Сюжет
Дивом виживши після авіакатастрофи, безстрашний військовий льотчик Джон Мастерс отримує дріб'язкове завдання — супроводжувати у польоті до Австралії дочку мільярдера, і її веселу компанію. Але коли літак захоплюють терористи, Джон розуміє, що цей рейс стане для нього новим екстремальним випробуванням. У перестрілці з лиходіями лайнер пошкоджений і тепер пасажири пекельного рейсу врятуються, тільки якщо Джон зуміє зробити посадку на військовому аеродромі в глухих джунглях. Правда, ніхто поки не знає, що в баках залишилося занадто мало палива, а посеред злітної смуги лежить величезний валун! Йдучи на божевільний ризик, Джон все ж вирішує здійснити аварійну посадку.

## У ролях
| Актор               | Роль                  |
| ------------------- | --------------------- |
| Антоніо Сабато мол. | майор Джон Мастерс    |
| Майкл Паре          | Капітан Вільямс       |
| Бріанна Девіс       | Рошель Девіс          |
| Кевін Добсон        | Гендерсон Девіс       |
| Рене Рівера         | Карл Трента           |
| Мерседес Колон      | Таня, бортпровідниця  |
| Патрік Ст. Еспріт   | пілот Крейг           |
| Джон Бек            | генерал Макларен      |
| Адам Ліберман       | лейтенант Едвардс     |
| Джон Дж. Далесандро | Густав, бортпровідник |
| Ерік Джеймс Віргетс | Карл, бортпровідник   |
| Пол Логан           | Джозеф, бортпровідник |
| Стів Істін          | детектив Кобб         |
| Сандра МакКой       | Мелані                |
| Гейлі Джоель        | Дженніфер             |
| Діана Терранова     | Карен                 |

| Актор                | Роль                      |
| -------------------- | ------------------------- |
| Адам Граймс          | Джеррі                    |
| Брендон Бараш        | Роджер                    |
| Роберт Клотуорті     | Джиммі Воткінс            |
| Ренді Браун          | другий пілот Сем Ньюберрі |
| Біллі «Слай» Вільямс | сержант Мак Петерсон      |
| Глорі-Енн Гілберт    | Еріка, бортпровідниця     |
| Стів Пернік          | Гусман, працівник моргу   |
| Іван Кральєвич       | вбивця                    |
| Хезер Доун           | Мінді, жертва 1           |
| Джина Ла Пйана       | Сінді, жертва 2           |
| Стефані Шерк         | Мелісса, жертва 3         |
| Сабріна Мачадо       | студент                   |
| Кріс Серафін         | бортпровідник             |
| Ши Сміт              | студент                   |
| Дженніфер Лютеран    | студент                   |
| Нейтан Сміт          | студент                   |